# Sinfonía n.º 1 (Walton)
La Sinfonía n.º 1 en si bemol menor del compositor inglés William Walton fue encargada por Hamilton Harty, y completada en 1935. La primera interpretación completa de la sinfonía tuvo lugar de la mano de Harty y la Orquesta Sinfónica de la BBC el 6 de noviembre del mismo año, si bien en diciembre de 1934 ya había sido estrenada de la mano de Harty y la Orquesta Sinfónica de Londres en sus tres primeros movimientos, mientras Walton componía el cuarto y último movimiento.
La obra consta de cuatro movimientos:
1. Allegro assai
2. Scherzo: Presto con malizia
3. Andante con malinconia
4. Maestoso – Allegro, brioso ed ardentemente – Vivacissimo – Maestoso

Está compuesta para una orquesta sinfónica, y en concreto: 2 flautas, 2 oboes, 2 clarinetes, 2 fagotes, 4 trompas, 3 trompetas, 3 trombones, tuba, 2 timbales, 2 percusionistas y cuerda. 
La sinfonía tuvo una génesis inusual: Walton estaba viviendo una problemática relación con Imma von Doernberg, quien finalmente le abandonó por el médico húngaro Tibor Csato. Las turbulentas emociones y la energía de alto voltaje de la sinfonía fueron el fruto de los sucesos que rodearon su concepción, con un elocuente y dramático primer movimiento, un picante y malicioso Scherzo y un profundamente melancólico movimiento lento. Pero el final es totalmente diferente visto en perspectiva, siendo casi elgariano en su aspecto ceremonial, sin olvidar las claras referencias a Paul Hindemith. Este contraste se explica por el hecho de que Walton inició una nueva relación con Alice Wimborne, que le proporcionó el ímpetu musical y la inspiración para el último movimiento, si bien la sinfonía en su conjunto seguía estando dedicada a Imma von Doernberg.
En términos musicales, esta es una de las obras cumbre de la composición inglesa, y representa a su vez la cumbre de la labor sinfónica de Walton. Los dos compositores más populares en la Inglaterra de los años 30 eran Beethoven y Sibelius. Walton compone inteligentemente en ambos registros: el primer movimiento está compuesto en una beethoveniana forma de sonata, y los procedimientos de desarrollo derivan claramente de Beethoven. Pero alrededor de este marco esquelético, el movimiento está plagado de pequeños motivos cercanos al estilo de Sibelius (como, por ejemplo, la llamada inicial de la trompa), caminando ambos aspectos juntos a lo largo del movimiento. El rigor temático y rompedor poder emocional de este primer movimiento y de la sinfonía al completo puede ser atribuidos a este método único de construcción musical. 

## Grabaciones
La Primera Sinfonía de Walton ha sido grabada en múltiples ocasiones. Algunas de las grabaciones más importantes son las siguientes:
- London Symphony Orchestra/André Previn (RCA)
- London Philharmonic Orchestra/Sir Charles Mackerras (EMI)
- City of Birmingham Symphony Orchestra/Sir Simon Rattle (EMI)

- Datos: Q3068635